# Werner Rittberger
Werner Rittberger (Berlin, 1891. július 14. – Krefeld, 1975. augusztus 12.) német műkorcsolyázó, a Rittberger nevű ugrásfajta kitalálója.
Tizenegyszeres német bajnok, 1910-ben, 1911-ben és 1912-ben világbajnoki ezüstérmes.
Visszavonulása után Krefeldben edzősködött, itt is halt meg.

## Statisztika
| Esemény          | 1910 | 1911 | 1912 | 1913 | 1920 | 1921 | 1921 | 1922 | 1923 | 1924 | 1925 | 1926 | 1927 | 1928 |
| ---------------- | ---- | ---- | ---- | ---- | ---- | ---- | ---- | ---- | ---- | ---- | ---- | ---- | ---- | ---- |
| Olimpia          |      |      |      |      |      |      |      |      |      |      |      |      |      | VL   |
| Világbajnokság   | 2    | 2    | 2    | 7    |      |      |      |      |      |      |      | 4    |      |      |
| Európa-bajnokság | 2    | 3    |      |      |      |      |      | 4.   |      | 3    | 2    |      |      |      |
| Német bajnokság  |      | 1    | 1    | 1    | 1    | 1    | 1    | 1    | 1    | 1    | 1    | 1    |      | 1    |

### Fordítás
Ez a szócikk részben vagy egészben  a   Werner Rittberger című angol Wikipédia-szócikk fordításán alapul.  Az eredeti cikk szerkesztőit annak laptörténete sorolja fel. Ez a jelzés csupán a megfogalmazás eredetét és a szerzői jogokat jelzi, nem szolgál a cikkben szereplő információk forrásmegjelöléseként.